# Golnik
Golnik – wieś w Słowenii, w gminie miejskiej Kranj. W 2018 roku liczyła 1100 mieszkańców. 